# Krzysztof Piątek
Krzysztof Piątek (phát âm tiếng Ba Lan: [ˈkʂɨʂtɔf ˈpjɔntɛk]; sinh 1 tháng 7 năm 1995) là cầu thủ bóng đá chuyên nghiệp người Ba Lan chơi ở vị trí tiền đạo cho câu lạc bộ Fiorentina tại Serie A theo dạng cho mượn từ câu lạc bộ Süper Lig İstanbul Başakşehir và Đội tuyển bóng đá quốc gia Ba Lan.
Anh bắt đầu sự nghiệp chuyên nghiệp của mình với câu lạc bộ Ekstraklasa Zagłębie Lubin. Trong suốt 4 mùa giải, anh ấy đã ghi được 15 bàn thắng sau 72 lần ra sân cho đội bóng, trước khi gia nhập Cracovia vào năm 2016, người mà anh ấy đã ghi được 32 bàn thắng trong hai mùa giải. Vào năm 2018, Piątek đã ký hợp đồng với Genoa ở Serie A của Ý. Sau 19 bàn thắng sau 21 trận trong nửa mùa giải đầu tiên, anh chuyển đến Milan vào tháng 1 năm 2019, trước khi ký hợp đồng với Hertha BSC một năm sau đó.

## Sự nghiệp của câu lạc bộ

### Sự nghiệp ban đầu
Piątek bắt đầu sự nghiệp của mình với đội bóng địa phương Niemczanka Niemcza và Dziewiątka Dzierżoniów (2006–2011).  Sau đó anh chuyển đến Lechia Dzierżoniów của III liga vào năm 2011.

### Zagłębie Lubin
Piątek ký hợp đồng với Zagłębie Lubin vào năm 2013 và ban đầu chơi ở các đội dự bị và cơ sở của câu lạc bộ. Tuy nhiên, sau khi Piotr Stokowiec đến làm huấn luyện viên mới, anh nhanh chóng được đôn lên đội một vào ngày 14 tháng 5 năm 2014  và sau đó có trận ra mắt Ekstraklasa vào ngày 18 tháng 5 năm 2014 trong trận đấu với Cracovia. Trong suốt mùa giải tiếp theo, anh ấy trở thành cầu thủ thường xuyên đá chính cho Zagłębie, người đã chơi ở I liga, hạng hai của bóng đá Ba Lan. Anh ấy ghi bàn thắng đầu tiên trong sự nghiệp vào ngày 12 tháng 9 năm 2014 trong chiến thắng 1–0 trước Chrobry Głogów và cú đúp đầu tiên của anh ấy vào ngày 31 tháng 10 năm 2014 tại Widzew Łódź. Sau khi thăng hạng với câu lạc bộ, Piątek ghi bàn thắng đầu tiên ở giải đấu vào ngày 14 tháng 8 năm 2015 trong chiến thắng 2-1 trước Lech Poznań và giúp đội về thứ ba trong mùa giải Ekstraklasa 2015–16, giành huy chương và đủ điều kiện tham dự các cuộc thi châu Âu cho lần đầu tiên trong lịch sử câu lạc bộ kể từ đội giành chức vô địch 2006–07.
Anh đã chơi tổng cộng 85 trận cho Zagłębie và ghi 18 bàn, bao gồm cả các trận ra sân ở Cúp Ba Lan và vòng loại UEFA Europa League.

### Cracovia
Năm 2016, Piątek gia nhập đội bóng Cracovia của Ba Lan và trong hai mùa giải tiếp theo, anh đã ghi 32 bàn thắng trong 65 lần ra sân cho câu lạc bộ.  Con số đó bao gồm 21 bàn thắng trong mùa giải thứ hai của anh ấy, giúp anh ấy kết thúc chiến dịch Ekstraklasa 2017–18 với tư cách là tay săn bàn hàng đầu thứ ba ở Ba Lan.

### Genoa
Vào ngày 8 tháng 6 năm 2018, Piątek đã ký hợp đồng 4 năm với câu lạc bộ Genoa của Ý với mức phí được báo cáo là 4 triệu euro. Anh ghi bốn bàn, bao gồm một hat-trick trong 19 phút đầu tiên, trong trận ra mắt trong chiến thắng 4–0 Coppa Italia trước Lecce.  Anh có trận ra mắt Serie A vào ngày 26 tháng 8, ghi bàn trong sáu phút đầu tiên của trận đấu trong chiến thắng 2-1 trước Empoli. Tuần sau, anh ghi cú đúp đầu tiên trong mùa giải trong trận thua 5–3 trước Sassuolo, tiếp theo là một bàn thắng khác trong trận thua 4–1 trước Lazio, do đó trở thành cầu thủ đầu tiên kể từ đó. Andriy Shevchenko năm 1999 ghi 5 bàn sau 4 lần ra sân đầu tiên tại Serie A.
Trong trận đấu tiếp theo, chiến thắng 2–0 trước Chievo, anh ghi bàn thắng thứ 10 trên mọi đấu trường và trong quá trình đó, anh trở thành cầu thủ đầu tiên trên khắp các giải đấu lớn của châu Âu đạt được cột mốc quan trọng trong mùa giải. Vào ngày 30 tháng 9, Piątek ghi một cú đúp trong vòng ba phút trong chiến thắng 2-1 trước Frosinone để ghi 8 bàn trong sáu trận đấu, khởi đầu tốt nhất trong một mùa giải của một cầu thủ ra mắt kể từ Karl Aage Hansen trong chiến dịch 1949–50. Trong trận đấu tiếp theo của mình, anh ấy trở thành cầu thủ đầu tiên kể từ Gabriel Batistuta trong mùa giải 1994–95 ghi bàn trong mỗi bảy lần ra sân đầu tiên tại Serie A khi anh ấy ghi bàn trong trận thua 3–1 trước Parma.

### AC Milan
Vào ngày 23 tháng 1 năm 2019, AC Milan thông báo việc ký hợp đồng với Piątek có thời hạn đến ngày 30 tháng 6 năm 2023, với mức phí được báo cáo là 35 triệu euro. Anh được ký hợp đồng để thay thế cho Gonzalo Higuaín, người đã gia nhập Chelsea, và anh được giao chiếc áo số 19, trước đó Leonardo Bonucci đã mặc.
Piątek có trận ra mắt Milan vào ngày 26 tháng 1, trong trận hòa không bàn thắng trên sân nhà trước Napoli, khi vào sân thay Patrick Cutrone ở phút 71. Ba ngày sau trong trận gặp cùng đối thủ cũng tại San Siro, anh ghi cả hai bàn thắng trong chiến thắng 2–0 ở tứ kết Coppa Italia, và được hoan nghênh nhiệt liệt khi nhường chỗ cho Cutrone. Anh ấy được người hâm mộ bầu chọn là Cầu thủ xuất sắc nhất trong trận đấu của đội. Vào ngày 3 tháng 2 năm 2019, Piątek ghi bàn thắng đầu tiên ở giải đấu cho Roma, kết quả là 1–1. Sau đó, anh ghi ba bàn trong hai trận liên tiếp tiếp theo: một vào lưới Cagliari và hai vào lưới Atalanta, khiến anh trở thành cầu thủ ghi sáu bàn nhanh nhất cho câu lạc bộ trên mọi đấu trường, vượt qua huyền thoại câu lạc bộ Nils Liedholm. Anh cũng trở thành cầu thủ Milan đầu tiên ghi bàn trong ba lần ra sân đầu tiên tại giải đấu kể từ Mario Balotelli vào năm 2013.
Trước mùa giải Serie A 2019–20, Piątek chuyển sang khoác áo số 9. Anh ấy đã ghi bốn bàn thắng ở giải đấu trong nửa đầu mùa giải trước khi rời câu lạc bộ.

### Hertha BSC
Vào tháng 1 năm 2020, Hertha BSC thông báo về việc ký hợp đồng với Piątek với mức phí được báo cáo là 27 triệu euro, theo một hợp đồng dài hạn. Anh ấy đã được trao chiếc áo số 7.

#### Khoản vay cho Fiorentina
Vào ngày 8 tháng 1 năm 2022, anh trở lại Ý và gia nhập Fiorentina dưới dạng cho mượn.

## Sự nghiệp quốc tế
Piątek đã có mặt trong danh sách 35 người sơ bộ của Ba Lan cho FIFA World Cup 2018, nhưng là một trong 12 cầu thủ bị loại khỏi đội hình cuối cùng cho giải đấu ở Nga.
Anh có trận ra mắt quốc tế vào ngày 11 tháng 9 năm 2018, bắt đầu trong trận giao hữu 1-1 với Cộng hòa Ireland ở Wrocław và nhường chỗ cho Mateusz Klich sau 61 phút. Đúng một tháng sau, anh có trận ra mắt trong trận đấu tại UEFA Nations League với Bồ Đào Nha và ghi bàn mở tỷ số trong trận thua 3–2.
Được coi là một cầu thủ quan trọng của đội tuyển quốc gia và sẵn sàng chơi cùng với Robert Lewandowski và Arkadiusz Milik trong bộ ba tấn công, Piątek đã buộc phải bỏ lỡ Euro 2020 bị hoãn do chấn thương mắt cá vào tháng 5 năm 2021 phải phẫu thuật và nhiều tháng phục hồi.

## Phong cách chơi
Piątek được mô tả là tiền đạo số 9 "cổ điển" hiệu quả nhất trong vòng cấm đối phương nhờ khả năng chọn vị trí tuyệt vời, dứt điểm chính xác, chiều cao, thể lực và sự bền bỉ trong các pha tranh chấp trên không hoặc thể lực với đối thủ.  Tuy nhiên, đội của anh ấy chơi bên ngoài vòng cấm và khả năng chơi bóng được coi là những lĩnh vực cần cải thiện.
Trong thời gian ở Genoa, Piątek chơi trong sơ đồ 3–5–2 như một tiền đạo chủ lực, thường ở bên trái, thường được hỗ trợ bởi Christian Kouamé, một tiền đạo tốc độ với kỹ năng rê bóng và chuyền bóng tuyệt vời. Ở Milan, anh trở thành tiền đạo đơn độc trong sơ đồ 4–3–3, được hỗ trợ bởi các tiền vệ cánh ở hai bên sân.
Piątek đã gọi Harry Kane và Robert Lewandowski là hai tiền đạo yêu thích của anh ấy, những người anh ấy muốn cạnh tranh. Anh ấy cũng coi Cristiano Ronaldo và Thierry Henry là nguồn cảm hứng thời thơ ấu của mình.

## Đời sống cá nhân
Anh kết hôn với Paulina Procyk (một luật sư, sinh năm 1991). Đám cưới diễn ra vào ngày 1 tháng 6 năm 2019 tại Castle of the Order of St. John ở Łagów (Lubusz Voivodeship).
Anh được người hâm mộ gọi với cái tên "Il Pistolero" (Gunslinger) do cách ăn mừng xả súng của miền Tây hoang dã, gắn liền với nước Mỹ thế kỷ 19.

## Thống kê sự nghiệp

### Câu lạc bộ
Tính đến ngày 26 tháng 5 năm 2024
| Câu lạc bộ          | Mùa bóng            | Giải đấu            | Giải đấu | Giải đấu  | Cup  | Cup       | Châu Âu | Châu Âu   | Toàn bộ | Toàn bộ   |
| Câu lạc bộ          | Mùa bóng            | Giải đấu            | Trận     | Bàn thắng | Trận | Bàn thắng | Trận    | Bàn thắng | Trận    | Bàn thắng |
| ------------------- | ------------------- | ------------------- | -------- | --------- | ---- | --------- | ------- | --------- | ------- | --------- |
| Lechia Dzierżoniów  | 2012–13             | Liga III            | 6        | 0         | –    | –         | –       | –         | 6       | 0         |
| Zagłębie Lubin      | 2013–14             | Ekstraklasa         | 4        | 0         | 0    | 0         | –       | –         | 4       | 0         |
| Zagłębie Lubin      | 2014–15             | Liga I              | 30       | 8         | 3    | 1         | –       | –         | 33      | 9         |
| Zagłębie Lubin      | 2015–16             | Ekstraklasa         | 33       | 6         | 3    | 2         | –       | –         | 36      | 8         |
| Zagłębie Lubin      | 2016–17             | Ekstraklasa         | 5        | 1         | 1    | 0         | 6       | 0         | 12      | 1         |
| Zagłębie Lubin      | Tổng cộng           | Tổng cộng           | 72       | 15        | 7    | 3         | 6       | 0         | 85      | 18        |
| Cracovia            | 2016–17             | Ekstraklasa         | 27       | 11        | –    | –         | –       | –         | 27      | 11        |
| Cracovia            | 2017–18             | Ekstraklasa         | 36       | 21        | 2    | 0         | –       | –         | 38      | 21        |
| Cracovia            | Tổng cộng           | Tổng cộng           | 63       | 32        | 2    | 0         | –       | –         | 65      | 32        |
| Genoa               | 2018–19             | Serie A             | 19       | 13        | 2    | 6         | –       | –         | 21      | 19        |
| Milan               | 2018–19             | Serie A             | 18       | 9         | 3    | 2         | –       | –         | 21      | 11        |
| Milan               | 2019–20             | Serie A             | 18       | 4         | 2    | 1         | –       | –         | c20     | 5         |
| Milan               | Tổng cộng           | Tổng cộng           | 55       | 26        | 7    | 9         | –       | –         | 61      | 35        |
| Hertha BSC          | 2019–20             | Bundesliga          | 15       | 4         | 1    | 1         | –       | –         | 16      | 5         |
| Hertha BSC          | 2020–21             | Bundesliga          | 32       | 7         | 0    | 0         | —       | —         | 32      | 7         |
| Hertha BSC          | 2021–22             | Bundesliga          | 9        | 1         | 1    | 0         | —       | —         | 10      | 1         |
| Hertha BSC          | Tổng cộng           | Tổng cộng           | 56       | 12        | 2    | 1         | —       | —         | 58      | 13        |
| Fiorentina (mượn)   | 2021–22             | Serie A             | 14       | 3         | 4    | 3         | —       | —         | 18      | 6         |
| Salernitana (mượn)  | 2022–23             | Serie A             | 33       | 4         | 0    | 0         | —       | —         | 33      | 4         |
| İstanbul Başakşehir | 2023–24             | Süper Lig           | 34       | 17        | 2    | 0         | —       | —         | 36      | 17        |
| Tổng cộng sự nghiệp | Tổng cộng sự nghiệp | Tổng cộng sự nghiệp | 333      | 109       | 24   | 16        | 6       | 0         | 363     | 125       |

### Đội tuyển quốc gia
Tính đến ngày 25 tháng 6 năm 2024
| Ba Lan | Ba Lan | Ba Lan |
| Năm    | Trận   | Bàn    |
| ------ | ------ | ------ |
| 2018   | 2      | 1      |
| 2019   | 8      | 4      |
| 2020   | 5      | 2      |
| 2021   | 5      | 2      |
| 2022   | 7      | 2      |
| 2024   | 3      | 1      |
| Tổng   | 30     | 12     |

### Bàn thắng quốc tế
Bàn thắng và kết quả liệt kê các trận đấu quốc tế của Ba Lan.
| #  | Ngày                 | Địa điểm                                        | Đối thủ       | Tỷ số | Kết quả | Giải đấu                      |
| -- | -------------------- | ----------------------------------------------- | ------------- | ----- | ------- | ----------------------------- |
| 1. | 11 tháng 10 năm 2018 | Sân vận động Śląski, Chorzów, Ba Lan            | Bồ Đào Nha    | 1–0   | 2–3     | UEFA Nations League 2018–19   |
| 2. | 21 tháng 3 năm 2019  | Sân vận động Ernst Happel, Viên, Áo             | Áo            | 1–0   | 1–0     | Vòng loại UEFA Euro 2020      |
| 3. | 7 tháng 6 năm 2019   | Philip II Arena, Skopje, Bắc Macedonia          | Bắc Macedonia | 1–0   | 1–0     | Vòng loại UEFA Euro 2020      |
| 4. | 10 tháng 6 năm 2019  | Sân vận động Quốc gia, Warszawa, Ba Lan         | Israel        | 1–0   | 4–0     | Vòng loại UEFA Euro 2020      |
| 5. | 16 tháng 11 năm 2019 | Sân vận động Teddy, Jerusalem, Israel           | Israel        | 2–0   | 2–1     | Vòng loại UEFA Euro 2020      |
| 6. | 7 tháng 10 năm 2020  | Sân vận động Energa Gdańsk, Gdańsk, Ba Lan      | Phần Lan      | 4–0   | 5–1     | Giao hữu                      |
| 7. | 14 tháng 11 năm 2020 | Sân vận động Śląski, Chorzów, Ba Lan            | Ukraina       | 1–0   | 2–0     | Giao hữu                      |
| 8. | 25 tháng 3 năm 2021  | Puskás Aréna, Budapest, Hungary                 | Hungary       | 1–2   | 3–3     | Vòng loại FIFA World Cup 2022 |
| 9. | 9 tháng 10 năm 2021  | Sân vận động Quốc gia, Warszawa, Ba Lan         | San Marino    | 5–0   | 5–0     | Vòng loại FIFA World Cup 2022 |
| 10 | 24 tháng 3 năm 2022  | Hampden Park, Glasgow, Scotland                 | Scotland      | 1–1   | 1–1     | Giao hữu                      |
| 11 | 16 tháng 11 năm 2022 | Sân vận động Wojska Polskiego, Warszawa, Ba Lan | Chile         | 1–0   | 1–0     | Giao hữu                      |
| 12 | 21 tháng 6 năm 2024  | Olympiastadion, Berlin, Đức                     | Áo            | 1–1   | 1–3     | UEFA Euro 2024                |